# Proasellus meridianus
Proasellus meridianus är en kräftdjursart som först beskrevs av Emil Racoviţă1919.  Proasellus meridianus ingår i släktet Proasellus och familjen sötvattensgråsuggor.
Artens utbredningsområde är havet utanför Belgien. Utöver nominatformen finns också underarten P. m. xavieri.